# Медаль «20 лет восстановления государственной независимости Азербайджанской Республики»
Медаль «20 лет восстановления государственной независимости Азербайджанской Республики»(азерб. "Azərbaycan Respublikasının dövlət müstəqilliyinin bərpasının 20 illiyi" yubiley medalı) — юбилейная медаль Азербайджанской Республики, учреждённая 1 октября 2012 года.

## История и положения
В 2012 году на пленарном заседании Милли Меджлиса Азербайджана был вынесен на обсуждение законопроект о внесении поправок в закон «Об учреждении орденов и медалей Азербайджанской Республики». Юбилейная медаль «20 лет восстановления государственной независимости Азербайджанской Республики» была одобрена Законом Республики Азербайджан от 1 октября 2012 года..
Медаль «20 лет восстановления государственной независимости Азербайджанской Республики» присуждается гражданам Азербайджанской Республики, иностранцам и лицам без гражданства, представителям государственных и других органов Азербайджанской Республики и зарубежных государств, международных организаций за активное участие в восстановлении государственной независимости Азербайджана и особые заслуги в развитии и защите государственной независимости.

## Описание
Медаль изготовлена из бронзы с золотистым покрытием, отлитая в виде одной круглой пластины диаметром 35 мм.
На лицевой стороне медали внутри крупной восьмиконечной звезды на фоне карты Республики Азербайджан выгравированы слова «20 il». Между концами звезды изображены восемь узких фигур. Вдоль края медали выгравирован текст «20 лет восстановления государственной независимости Республики Азербайджан».
Обратная сторона медали гладкая, в центре которой выгравированы золотистыми буквами слова «20 лет восстановления государственной независимости Республики Азербайджан», в нижней части указаны числа «1991 ─ 2011», а в верхней части указаны серия и номер медали.
Все надписи и изображения выпуклые.
На ленте изображены горизонтальные полосы равной ширины, отражающие цвета Государственного флага Азербайджана: синий, красный и зелёный, с краями в виде золотистых полос шириной 1 мм. В верхней части ленты нанесено золотистое покрытие шириной 4 мм.
Для крепления медали к одежде добавлен элемент в виде узкой пластины размером 37 мм x 10 мм, крепящейся к той же ленте.

## Способ ношения
Медаль «20 лет восстановления государственной независимости Азербайджанской Республики» крепится к воротнику одежды с помощью элемента, состоящего из прямоугольной ленты размером 37 мм x 50 мм, соединённой с кольцом и карабином.
В иерархии азербайджанских наград следует за орденами, а среди всех медалей занимает место после медали «Прогресс».